# Ревир, Энн
Энн Ревир (англ. Anne Revere, 25 июня 1903 — 18 декабря 1990) — американская актриса, обладательница премий «Оскар» и «Тони».

## Биография
Энн Ревир родилась 25 июня 1903 года в Нью-Йорке и была прямым потомком героя Американской революции Пола Ревира. В 1931 году она дебютировала на Бродвее в постановке «Великий Беррингтон», а позже добилась значительного успеха в пьесе «Двойная дверь».
В 1934 году состоялся её дебют в кино, который показал её талант характерной актрисы. Энн Ревир трижды номинировалась на «Оскар» за лучшую женскую роль второго плана в фильмах «Песня Бернадетт» (1943), «Национальный бархат» (1944), за роль в котором она получила премию, и «Джентльменское соглашение» (1947). Одной из последних её ролей стала Ханна Истман, мать персонажа Монтгомери Клифта в фильме «Место под солнцем» (1951). Вскоре после этого Энн Ревир попала в «Чёрный список» Голливуда и её актёрская карьера разрушилась, а сцены с её участием в фильме «Место под солнцем» были вырезаны.
После этого актриса вместе с мужем, драматургом Самуэлем Розеном, переехала в Нью-Йорк, где она вернулась на Бродвей. Позже вместе с ним она организовала актёрскую школу. Несмотря на это, её по прежнему игнорировали в Голливуде, и поэтому роль в одноимённом фильме, выпущенном двумя годами позже, досталась Уэнди Хиллер.
В 1970-е годы она снялась в нескольких телесериалах и паре кинокартин, среди которых «Скажи, что ты любишь меня, Джуни Мун» (1970) с Лайзой Миннелли в главной роли. Энн Ривер скончалась 18 декабря 1990 года от пневмонии в пригороде Нью-Йорка в возрасте 87 лет.

## Избранная фильмография
- Скажи, что ты любишь меня, Джуни Мун (1970) — Мисс Фарбер
- Место под солнцем (1951) — Ханна Истман
- Ты — все моё (1949) — Тётя Джейн
- Тайна за дверью (1948) — Кэролин Лэмпхир
- Джентльменское соглашение (1947) — Миссис Грин
- Тело и душа (1947) — Анна Дэвис
- Драгонвик (1946) — Абигейл Уэллс
- Падший ангел (1945) — Клара Миллз
- Ключи от царства небесного (1944) — Агнез Фиске
- Национальный бархат (1944) — Миссис Браун
- Песня Бернадетт (1943) — Луиз
- Верная подруга (1943) — Белл Картер
- Веселые сестры (1942) — Мисс Ида Орнер
- Сокол и большая афера (1942) — Джесси Флориан
- Нью-орлеанский огонёк (1941) — Сестра Жирода
- Команды дьявола (1941) — Миссис Уолтерс
- Ховарды из Вирджинии (1940) — Миссис Бетси Нортон

## Награды
- 1946 — Премия «Оскар» за лучшую женскую роль второго плана («Национальный бархат»)
- 1960 — Премия «Тони» за лучшую женскую роль второго плана в пьесе («Игрушки на чердаке»)